# Дженкинс, Сизар
Си́зар Ога́стас Ллуэ́ллин Дже́нкинс (англ. Caesar Augustus Llewellyn Jenkyns; 24 августа 1866 года, Билт Уэллс, Уэльс — 23 июля 1941 года, Бирмингем, Англия) — валлийский футболист, выступавший на позиции центрального хавбека за ряд английских клубов, включая «Смолл Хит», «Вулидж Арсенал», «Ньютон Хит» и «Уолсолл», а также за национальную сборную Уэльса.

## Футбольная карьера
Родился 24 августа 1866 года в Уэльсе. Выступал за ряд любительских клубов в Бирмингеме. В 1888 году стал игроком клуба «Смолл Хит» (позднее переименованного в «Бирмингем»). В 1889 году клуб вступил в Футбольный альянс, а в 1892 году — во Второй дивизион Футбольной лиги. Был капитаном клуба. Помог своей команде выйти в Первый дивизион Футбольной лиги в 1894 году, когда «Смолл Хит» обыграл «Дарвен» со счётом 3:1 в тестовом матче.
На футбольном поле отличался жёсткостью и неуступивостью: в период своих выступлений за «Смолл Хит» четыре раза получал удаление, хотя в те времена удаления были крайне редким событием. Его карьера в бирмингемском клубе завершилась в марте 1895 года после индцидента в Дерби, когда после удаления с поля он напал на двух зрителей.
В апреле 1895 года Дженкинс перешёл в лондонский «Вулидж Арсенал», выступавший во Втором дивизионе. Он сразу же был назначен капитаном команды. Также он стал первым игроком в истории «Арсенала», вызванным в национальную сборную, сыграв в матче против сборной Шотландии 21 марта 1896 года. В лондонском клубе Дженкинс провёл 27 матчей и забил 6 голов.
В мае 1896 года перешёл в «Ньютон Хит». Дебютировал за новый клуб 1 сентябре 1896 года в матче Второго дивизиона против «Гейнсборо Тринити» на стадионе «Бэнк Стрит», в котором «Ньютон Хит» одержал победу со счётом 2:0 благодаря «дублю» Джеймса Макнота. Был капитаном манчестерской команды. Провёл в клубе два сезона, сыграв в общей сложности 47 матчей и забив 6 голов, включая один «хет-трик» в матче против «Линкольн Сити» 1 апреля 1897 года. Также получил одну красную карточку: это произошло 19 декабря 1896 года в игре против «Ноттс Каунти». В ноябре 1897 года перешёл в «Уолсолл».
После завершения карьеры Дженкинс был управляющим паба в Моксли. Впоследствии работал офицером полиции в Уэльсе.
Умер 21 июля 1941 года в Бирмингеме.

## Достижения
Смолл Хит
- Чемпион Второго дивизиона: 1892/93